# René-Marie Ehuzu
René-Marie Ehuzu CIM, auch René-Marie Ehouzou, (* 12. April 1944 in Cotonou, Benin; † 17. Oktober 2012 in San Giovanni Rotondo, Italien) war ein beninischer römisch-katholischer Geistlicher und Bischof von Porto-Novo.

## Leben
René-Marie Ehuzu besuchte ab 1955 das Kleine Seminar und ab 1959 das Kleine Seminar Ste Jeanne d'Arc in Ouidah. Im Jahr 1966 trat er in das Priesterseminar St Gall in Ouidah ein. Er empfing am 30. September 1972 durch Bischof von Lokossa, Robert Sastre, die Priesterweihe. Er war Lehrer am Kleinen Seminar in Ouidah (1972/74), Pfarrer (1974/75) und Professor am Séminaire Notre Dame de Fatima in Parakou.
Im Jahr 1979 trat er der Kongregation von Jesus und Maria bei. Er studierte Linguistik und wurde an der Pariser Universität Sorbonne (Docteur en Sciences des Religions) und dem Institut Catholique de Paris (Docteur en Théologie, Spécialité Liturgie) promoviert. Am 10. November 1984 legte er die Profess ab. Er war Professor am Priesterseminar in Ouidah, Pfarrer, Kaplan und Gefängnispfarrer sowie Schatzmeister des Seminars und Pfarrer der Cathédrale Notre-Dame-de-Miséricorde de Cotonou.
Papst Johannes Paul II. ernannte ihn am 19. November 2002 zum Bischof von Abomey. Die Bischofsweihe spendete ihm der Papst persönlich am 6. Januar des folgenden Jahres; Mitkonsekratoren waren Leonardo Sandri, Substitut des Staatssekretariates, und Antonio Maria Vegliò, Sekretär der Kongregation für die orientalischen Kirchen.
Am 3. Januar 2007 wurde Ehuzu von Papst Benedikt XVI. zum Bischof von Porto-Novo ernannt und am 4. Februar desselben Jahres in das Amt eingeführt.
Er war seit 2007 Mitglied des Päpstlichen Rates für den Interreligiösen Dialog. Er war Mitglied der Bischofskonferenz von Benin und engagierte sich im Symposium der Bischofskonferenzen von Afrika und Madagaskar. Er war Präsident von Caritas Benin. Im Jahr 2009 war er Teilnehmer der afrikanischen Bischofssynode. Er war Gastgeber von Papst Benedikt XVI. bei dessen Apostolischer Reise vom 18. bis 20. November 2011 im Benin.
Ehuzu starb nach langer Krankheit. Er befand sich zu einer Intensivbehandlung in einem französischen Krankenhaus, später im italienischen San Giovanni Rotondo.